# ST45
La ST45 (type 301Dd) est une locomotive diesel Co'Co' fabriquée à partir de 2009 par le constructeur polonais PESA à Bydgoszcz.

## Histoire
La ST45 est une version modernisée de la SU45. La ST45 reçoit un nouveau moteur, le MTU à la place de l'ancien 2112SSF, la cabine du mécanicien est désormais climatisée, et le pupitre de conduite se voit équiper d'un écran tactile. La conduite est surveillée par le système Lokel-Intelo. 
La modernisation de machines est effectuée par la société PESA de Bydgoszcz en se basant sur la documentation technique fournie par l'entreprise IPS Tabor. La première à être rénovée, est la SU45-112 qui devient la ST45-01. Les premiers essais se déroulent le 29 mai 2009 sur le trajet Bydgoszcz–Laskowice Pomorskie–Bydgoszcz. Le 9 août 2013, 19 ST45 ont été fabriquées.